# 風と共に去りぬ (宝塚歌劇)
『風と共に去りぬ』（かぜとともにさりぬ）は、宝塚歌劇団のミュージカル作品。植田紳爾脚本・演出。原作はマーガレット・ミッチェルの小説『風と共に去りぬ』（原題：Gone with the Wind）。
1977年初演。初演時に人気を博して以降、繰り返し再演されている宝塚歌劇の看板演目のひとつ。5組すべてによって上演されており、2014年11月16日の12時公演にて、観客動員数300万人を突破。『ベルサイユのばら』に次ぐヒット作である。

## 概要
本作の初演された1970年代には既に、原作の日本語訳は数々の文学全集に収められるなどして広く読まれており、映画版（1939年制作）は日本での初公開（1952年）が大ヒット、繰り返し再上映もなされていて、名作洋画の評価を確立していた。舞台化も世界に先がけて、既に歌劇団と同系列の東宝によって敢行（1966年／ストレート・プレイ版)されてこちらもヒット、更に1970年には『スカーレット』として東宝ミュージカル版も上演されていた。
上記の通り、総合芸術化（現在でいうメディアミックスともいえる）において成功例が先行・蓄積されていた恩恵もあって、作品の知名度は抜群であり、1975年以降の『ベルサイユのばら』（通称「ベルばら」）舞台版の大当たりに沸く歌劇団は、「ベルばら」ブーム以後のヒット作に育てたいと、宝塚版『風と共に去りぬ』の上演を企画した。改めて上演権を取得、東宝版とは異なる脚本・楽曲を新たに書きおろして、初演された。日本人作曲家による初めてのミュージカル版となる。
初演以来、男役トップスターがバトラーを演じて主演する通称「バトラー編」が多く上演されているが、1978年雪組・1978年花組・1994年雪組では、男役トップスターをスカーレット役に配役した「スカーレット編」が上演されている。スカーレット・オハラ役は気性の激しい役柄に相応しく、初演では男役スターの順みつきが演じ、以後も男役スター及び男役経験のある娘役によって演じられることが多い。
宝塚版最大の特徴は、「バトラー編」において、ヒロインの分身である「スカーレットII」という彼女の本音を語る役が登場することである。なお「II」に関しては娘役が配役される例も少なくなく、男役とのダブルキャストの場合もある。またメラニー役の比重が重くないことが特徴のひとつであったが、2002年版では「バトラー編」・「スカーレット編」双方から構成される総集編として脚本が改稿され、アシュレ・メラニー夫婦の劇的比重も増した。
2002年度（第12回）日本映画批評家大賞のミュージカル大賞を受賞。

## スタッフ

### 1977年 月・星組（スタッフ 宝塚公演）
- 脚本・演出：植田紳爾
- 作曲・編曲：寺田瀧雄、入江薫、河崎恒夫
- 作曲：都倉俊一
- 音楽指揮：野村陽児、溝口堯
- 振付：喜多弘、岡正躬
- 装置：渡辺正男
- 衣装：小西松茂
- 照明：今井直次
- 小道具：上田特市、万波一重
- 効果：中田正廣
- 音響：松永浩志
- 演出補：阿古健
- 演出助手：村上信夫、三木章雄、正塚晴彦
- 制作：橋本雅夫、松原徳一
- 監修：長谷川一夫

### 1978年 雪・花組（スタッフ 宝塚公演）
- 脚本・演出：植田紳爾
- 演出：阿古健
- 作曲・編曲：寺田瀧雄、入江薫、河崎恒夫
- 作曲：都倉俊一
- 音楽指揮：野村陽児、溝口堯
- 振付：喜多弘、岡正躬、羽山紀代美
- 装置：渡辺正男
- 衣装：小西松茂
- 照明：今井直次
- 小道具：上田特市、万波一重
- 効果：中田正廣
- 音響：松永浩志
- 演出助手：正塚晴彦、中村暁
- 制作：松原徳一、武井泰治
- 監修：長谷川一夫

### 1984年 雪組（スタッフ）
※氏名の後ろに「宝塚」、「東京」の文字がなければ両公演共通
- 脚本・演出：植田紳爾
- 演出：阿古健
- 作曲・編曲：寺田瀧雄、入江薫、河崎恒夫
- 作曲：都倉俊一
- 音楽指揮（1部）：野村陽児（宝塚）
- 音楽指揮（2部）：岡田良機（宝塚）
- 音楽指揮：北沢達雄（東京）
- 振付：喜多弘、岡正躬、羽山紀代美、黒瀧月紀夫
- 装置：渡辺正男
- 衣装：小西松茂、静間潮太郎
- 照明：今井直次
- 小道具：上田特市
- 効果：川ノ上智洋
- 音楽監督：松永浩志
- 演技監督：美吉左久子
- 演出補：三木章雄
- 演出助手：小池修一郎、谷正純
- 製作担当：柏原正一（東京）
- 制作：武井泰治

### 1988年 雪組（スタッフ）
※氏名の後ろに「宝塚」、「東京」の文字がなければ両公演共通
- 脚本・演出：植田紳爾
- 作曲・編曲：寺田瀧雄、入江薫、河崎恒夫
- 作曲：都倉俊一
- 音楽指揮：野村陽児（宝塚）、橋本和明（宝塚）、北沢達雄（東京）、伊沢一郎（東京）
- 振付：喜多弘、岡正躬、羽山紀代美、黒瀧月紀夫、尚すみれ
- 装置：渡辺正男
- 衣装：小西松茂、静間潮太郎
- 照明：今井直次
- 小道具：上田特市
- 効果：扇野信夫
- 音楽監督：松永浩志
- 演技指導：美吉左久子
- 演出助手：谷正純
- 舞台進行：川口俊一、豊田登
- 制作担当：柏原正一（東京）
- 制作：高野賢一

### 1994年 月組（スタッフ 宝塚・東京公演）
※氏名の後ろに「宝塚」、「東京」の文字がなければ両公演共通
- 脚本・演出：植田紳爾
- 演出：谷正純
- 作曲・編曲：寺田瀧雄、入江薫、吉田優子、河崎恒夫
- 作曲：都倉俊一
- 音楽指揮：岡田良機（宝塚）、佐々田愛一郎（宝塚）、伊沢一郎（東京）、清川知己（東京）
- 演奏：東宝オーケストラ（東京）
- 振付：喜多弘、岡正躬、羽山紀代美、黒瀧月紀夫、尚すみれ
- 装置：渡辺正男、関谷敏昭
- 衣装：小西松茂、静間潮太郎
- 照明：今井直次
- 小道具：万波一重、伊集院撤也
- 効果：川ノ上智洋
- 演技指導：美吉左久子
- 吹奏楽指導：鈴木竹男
- 演出助手：木村信司、藤井大介、加藤誠（東京）
- 装置補：広森守
- 衣装補：田口美香
- 舞台監督：佐田民夫（東京）、砂川幸子（東京）、阿部雅一（東京）、斉藤昭彦（東京）
- 製作担当：伊藤万寿夫（東京）
- 制作：佐分孝
- 特別協賛：住友クレジットサービス
- 演出担当（新人公演）：谷正純

### 1994年 雪組（スタッフ）
※氏名の後ろに「宝塚」、「東京」の文字がなければ両公演共通。宝塚80年史の出典は宝塚のみ。
- 脚本・演出：植田紳爾
- 演出：谷正純
- 作曲・編曲：寺田瀧雄、入江薫、吉田優子、河崎恒夫
- 作曲：都倉俊一
- 音楽指揮：小高根凡平（宝塚）、佐々田愛一郎（宝塚）、伊沢一郎（東京）、清川知己（東京）
- 演奏：東宝オーケストラ（東京）
- 振付：喜多弘、羽山紀代美、黒瀧月紀夫、尚すみれ
- 装置：渡辺正男、関谷敏昭
- 衣装：小西松茂、静間潮太郎
- 照明：今井直次
- 音響：加門清邦
- 小道具：万波一重、伊集院撤也
- 効果：川ノ上智洋
- 演技指導：美吉左久子
- 演出助手：木村信司、加藤誠、荻田浩一
- 装置補：広森守
- 衣装補：田口美香
- 舞台監督：滝澤辰也（東京）、野口裕靖（東京）、北山英明（東京）、松尾勝（東京）
- 製作担当：長谷山太刀夫（東京）
- 制作：古澤真
- 後援：関西テレビ放送株式会社
- 協賛：VISAジャパングループ
- 演出担当（新人公演）：加藤誠

### 2001年 星組（スタッフ 全国ツアー）
- 脚本・演出：植田紳爾
- 演出：谷正純
- 作曲・編曲：寺田瀧雄、入江薫、吉田優子、河崎恒夫
- 作曲：都倉俊一
- 振付：喜多弘、岡正躬、羽山紀代美、黒瀧月紀夫、尚すみれ、若央りさ
- 装置：渡辺正男、関谷敏昭
- 衣装：小西松茂、任田幾英
- 演技指導：美吉左久子
- 照明：株式会社ハートス
- 小道具：伊集院撤也
- 効果：扇野信夫
- 演出助手：児玉明子、川上正和
- 装置補：広森守
- 舞台進行：株式会社クリエイト大阪
- 舞台美術製作：株式会社宝塚舞台
- 制作：福嶋康徳
- 録音演奏：宝塚歌劇オーケストラ
- 制作・著作：宝塚歌劇団
- タイトル使用及び参考文献：大久保康雄、竹内道乃助
- 参考文献：菊田一夫

### 2002年（スタッフ 日生劇場）
- 脚本・演出：植田紳爾
- 演出：谷正純
- 作曲・編曲：入江薫、吉田優子、寺田瀧雄
- 作曲：都倉俊一
- 録音音楽指揮：佐々田愛一郎
- 振付：羽山紀代美、尚すみれ、若央りさ、岡正躬、喜多弘、黒瀧月紀夫
- 装置：渡辺正男、関谷敏昭
- 衣装：小西松茂、任田幾英
- 照明：今井直次
- 音響：加門清邦
- 小道具：伊集院撤也
- 効果：切江勝
- 演技指導：美吉左久子、榛名由梨、安奈淳
- 歌唱指導：楊叔美
- 演出補：木村信司
- 演出助手：小柳奈穂子
- 装置補：広森守
- 舞台監督：クリエイト大阪
- 制作：植田孝、村上信夫、木村康久
- 録音演奏：宝塚歌劇オーケストラ
- 舞台美術製作：株式会社宝塚舞台、株式会社俳優座劇場
- 主催：阪急電鉄株式会社
- タイトル使用及び参考文献：大久保康雄、竹内道乃助
- 参考文献：菊田一夫

### 2013年 宙組（スタッフ）
※氏名の後ろに「宝塚」、「東京」の文字がなければ両公演共通。
- 脚本・演出：植田紳爾
- 演出：谷正純
- 作曲・編曲：入江薫、吉田優子、河崎恒夫、寺田瀧雄
- 作曲：都倉俊一
- 編曲：鞍富真一
- 音楽指揮：西野淳（宝塚）、清川知己（東京・第一幕）、御﨑惠（東京・第二幕）
- 振付：羽山紀代美、尚すみれ、若央りさ、岡正躬、喜多弘、黒瀧月紀夫
- 装置：関谷敏昭、渡辺正男
- 衣装：任田幾英、小西松茂
- 照明：今井直次
- 音響：加門清邦
- 小道具：今岡美也子
- 演技指導：榛名由梨
- 歌唱指導：楊叔美
- マーチング指導：川口尚
- 演出助手：生田大和、田渕大輔（宝塚）、樫畑亜依子
- 舞台進行（第一幕）：森高智広（宝塚）
- 舞台進行（第二幕）：青木文（宝塚）、香取克英（宝塚）
- 舞台進行：青木文（東京）、香取克英（東京）
- 舞台美術製作：株式会社宝塚舞台
- 演奏：宝塚歌劇オーケストラ（宝塚）
- 演奏コーディネート：株式会社ダット・ミュージック
- 制作：谷風宗範
- 制作補：原田豊浩
- 制作・著作：宝塚歌劇団
- 主催：阪急電鉄株式会社
- タイトル使用及び参考文献：大久保康雄、竹内道乃助
- 参考文献：菊田一夫

## あらすじ
以下の節では、基本的なあらすじを記述している。
1994年の「スカーレット編」再演時に、樫の木屋敷でのスカーレットのアシュレへの告白の場面とバトラーとの出会い・チャールズとの結婚の経緯の新場面が追加された後、初演（1978年）の冒頭の敗戦後の南部へ繋ぐ展開となった。2002年の「総集編」では、1994年の追加場面を「バトラー編」の冒頭に繋ぎ、第2部は「スカーレット編」が中心となり、ラストは「バトラー編」のものであった。

### バトラー編

#### 第一部
スカーレット・オハラは愛するアシュレと結婚できなかった腹いせに、チャールズと結婚するも間も無く死別しアトランタへやって来た。チャリティーバザーの夜、女性と踊る権利を得るイベントで、喪中のスカーレットに法外な値(金貨で150ドル)を付けた男こそが、レット・バトラーであった。
今はメラニーの夫・アシュレが一時帰還し、スカーレットはサッシュを贈ると共に自分の想いを告白するが、彼はメラニーを頼むと告げるだけだった。
戦火が近づき、スカーレットは妊娠中のメラニーらと共に、レットに頼んでタラへ連れて行ってもらう。途中でレットは南軍に志願し戦場へ赴く。やがて南軍は敗北。荒れ果てたタラを見て、スカーレットはこの土地を守り抜くと決意する。

#### 第二部
スカーレットはレットと結婚していた。雑貨店をアシュレに任せていたが、スカーレットと二人で抱き合う姿が目撃されて町の噂になる。激高したレットはスカーレットを強引に2階へ連れて行こうとするが、スカーレットは足を踏み外して転落し大怪我を負う。強い後悔と不安にかられたレットはメラニーに、スカーレットを心から愛していると告げる。
メラニーは流産し死期を悟り、スカーレットにレットの真意を告げ息を引き取る。その言葉によってスカーレットがレットへの愛情に気付き彼に告白するが、時既に遅く彼はひとり去っていくのだった。

### スカーレット編
※1978年の上演を元に記述しています

#### 第一部
南軍の敗北によって、南北戦争は終結。スカーレットは荒廃した農場を立て直すため、自ら懸命に働いていた。しかし税金が払えずタラを手放さなくてはならない危機に陥る。レットに相談するが、頼みには応じてもらえなかった。そこでスカーレットは妹・スエレンの婚約者で裕福なフランクを欺き、彼と結婚して税金を支払った。
しかし、北部人と南部人の対立の中で、フランクは死亡してしまう。

#### 第二部
スカーレットはレットと結婚していた。雑貨店をアシュレに任せていたが、スカーレットと二人で抱き合う姿が目撃されて町の噂になる。激高したレットはスカーレットを強引に2階へ連れて行こうとするが、スカーレットは足を踏み外して転落し大怪我を負う。強い後悔と不安にかられたレットはメラニーに、スカーレットを心から愛していると告げる。
しかしメラニーは流産し死期を悟り、スカーレットにレットの真意を告げ息を引き取る。その言葉によってスカーレットがレットへの愛情に気付き彼に告白するが、時既に遅く彼はひとり去ってしまった。スカーレットは、「明日考えましょう」と誓う。

## 登場人物
- レット・バトラー
- スカーレット・オハラ
- アシュレ・ウィルクス
- メラニー・ハミルトン
- ベル・ワットリング

## 楽曲
- 君はマグノリアの花の如く

レットのスカーレットに対する想い
作詞：植田紳爾、補作詞：藤公之介、作曲：都倉俊一
- 愛のフェニックス

レットとスカーレットの情熱
作詞：植田紳爾、作曲：寺田瀧雄
- ミモザ花咲く

作詞：植田紳爾、作曲：入江薫
- 故里は緑なり

南部への望郷
作詞：植田紳爾、作曲：入江薫
- さよならは夕映えの中で

去っていくレットの心情
作詞：植田紳爾、作曲：寺田瀧雄
- 明日になれば

スカーレットの決意
作詞：植田紳爾、作曲：寺田瀧雄
- 真紅に燃えて

作詞：植田紳爾、作曲：寺田瀧雄
- 水色の愛

- そよ風の青春
- 美しき南部
- 私とあなたは裏表
- バザー
- 幸せはどこ
- 鳴らせバンジョー
- 新しき南部
- うわさ
- ねえ、君

ほか
フィナーレにおいて、デュエットダンスに「Night and Day」が使用されることがある。

## これまでの公演

### 1970年代
1977年・月組
1977年3月25日 - 5月10日（新人公演：4月15日、4月26日）：宝塚大劇場、7月2日 - 31日（新人公演：7月17日、7月24日）：東京宝塚劇場
第63期生（美雪花代ら）の初舞台公演。
- 4月15日と7月17日の新人公演・配役（第一部）

- バトラー：条はるき
- スカーレット：大地真央

- 4月26日と7月24日の新人公演・配役（第二部）

- バトラー：藤城潤
- スカーレット：世れんか

1977年・星組
1977年5月12日 - 6月28日（新人公演：6月10日、6月21日）：宝塚大劇場、8月3日 - 30日（新人公演：8月14日、8月21日）：東京宝塚劇場
- 6月10日と8月14日の新人公演・配役（第一部）

- バトラー：峰さを理
- スカーレット：桐生のぼる

- 6月21日と8月21日の新人公演・配役（第一部）

- バトラー：大湖かつら
- スカーレット：風美圭

1978年・雪組（スカーレット編）
1月1日 - 2月14日（新人公演：1月26日）：宝塚大劇場、4月1日 - 4月30日（第一回・新人公演：4月16日、第二回・新人公演：4月23日）：東京宝塚劇場
- 1月26日と4月16日の新人公演・配役

- スカーレット：山城はるか
- バトラー：高汐巴

- 4月23日の新人公演・配役

- スカーレット：四季乃花恵
- バトラー：千城恵

1978年・星組
1月11日 - 2月5日：山口・広島・下関・福山・高知・観音寺・高松・岡山・藤沢・浦和、桐生・柏・千葉・水戸・仙台（地方公演）
1978年・月組
2月10日 - 20日：中日劇場、6月3日 - 6月22日：大分・佐伯・宮崎・鹿児島・水俣・久留米・唐津・倉敷・大垣・福井・金沢・富山・新潟・高山・長野（地方公演）、10月9日 - 11月4日：苫小牧・函館・札幌・室蘭・帯広・北見・花巻・仙台・小山・伊勢・安城・鈴鹿・那覇（地方公演）
1978年・花組 （スカーレット編）
2月16日 - 3月22日（新人公演：3月10日）：宝塚大劇場、7月1日 - 30日（第一回・新人公演：7月16日、第二回・新人公演：7月23日）：東京宝塚劇場
4月30日 - 5月7日：福岡市民会館、5月9日 - 12日：小倉市民会館
トップスター・安奈淳の退団公演。
- 3月10日と7月16日の新人公演・配役

- スカーレット：宝純子
- バトラー：寿ひずる

- 7月23日の新人公演・配役

- スカーレット：北原千琴
- バトラー：新城まゆみ

### 1980年代
1984年・雪組
3月23日 - 5月8日（新人公演：4月10日、4月24日）：宝塚大劇場、7月1日 – 7月29日（新人公演：7月11日）：東京宝塚劇場
形式名は「宝塚グランドロマン」。2部35場。
第1部：君はマグノリアの花の如く
第2部：さよならは夕映えの中で
トップ娘役・遥くららの退団公演。70期生の初舞台公演。
- 4月10日の新人公演・配役

- レット：杜けあき
- スカーレット：毬谷友子
- アシュレ：一路万輝
- メラニー：美月亜優
- スカーレットII：立原かえ
- ベル・ワットリング：上代粧子
- ピティパット：彩辰美
- マミー：古代みず希
- プリシー：千紘あい

- 4月24日の新人公演・配役

- レット：杜けあき
- スカーレット：草笛雅子
- アシュレ：明都ゆたか
- メラニー：千種まみ
- スカーレットII：北いずみ
- ベル・ワットリング：上代粧子
- ピティパット：彩辰美
- マミー：古代みず希
- プリシー：（登場せず）

- 7月11日の新人公演・配役

- レット：杜けあき
- スカーレット：毬谷友子・草笛雅子
- アシュレ：一路万輝・明都ゆたか
- メラニー：美月亜優・千種まみ
- マミー：古代みず希

関連行事：3月13日の午後6時から宝塚大劇場で前夜祭が開催された。ゲスト出演は水穂葉子、鳳蘭、順みつき、現役生徒の出演は銀、尚、麻実、平、遥、杜ほか当時の雪組と宝塚歌劇団70期生。『美しき南部』、『明日になれば』、『さよならは夕映えの中で』等の主題歌紹介や、ゲストを交えて初演時の思い出話、主演クラスの生徒によるハイライトシーンの披露、70期生全員の自己紹介等の内容だった。
1988年・雪組
1月1日 - 2月16日（新人公演：1月19日）：宝塚大劇場、4月3日 – 4月29日（新人公演：4月12日）：東京宝塚劇場
形式名は「宝塚グランド・ロマン」。2部37場。
- Aプログラム・配役

- レット・バトラー：平みち
- スカーレット：神奈美帆
- アシュレ：杜けあき
- スカーレットII：一路真輝

- Bプログラム・配役

- レット・バトラー：平みち
- スカーレット：一路真輝
- アシュレ：杜けあき
- スカーレットII：神奈美帆

- Cプログラム・配役

- レット・バトラー：杜けあき
- スカーレット：神奈美帆
- アシュレ：平みち
- スカーレットII：一路真輝

- Dプログラム・配役

- レット・バトラー：杜けあき
- スカーレット：一路真輝
- アシュレ：平みち
- スカーレットII：神奈美帆

- 新人公演・配役

※氏名の後ろに「（）」に文字がなければ両劇場共通。「宝塚」は宝塚大劇場、「東京」は東京宝塚劇場公演を示す。
- レット・バトラー：一路真輝
- スカーレット：鮎ゆうき（宝塚の第1部と第2部、東京の第1部）、桂あさひ（東京の第2部）
- スカーレットII：美月亜優（宝塚の第1部と第2部、東京の第1部）、朝霧舞（東京の第2部）
- アシュレ：高嶺ふぶき
- メラニー：紫とも
- プリシー：?（宝塚）、毬丘智美（東京）
- ミード博士：黛れいな
- ミード夫人：早原みゆ紀
- マミー：慶一花
- ベル・ワットリング：筑紫野あや
- ピーター：?（宝塚）、五条まい（東京）

参考資料 - 脚本：菊田一夫『風と共に去りぬ』1976年初演版。訳：大久保康雄・竹内道之助『風と共に去りぬ』（三笠書房）

### 1990年代
1994年・月組
1月1日 - 2月7日（新人公演：1月18日）：宝塚大劇場、4月4日 – 4月27日（新人公演：4月12日）：東京宝塚劇場
9月18日 - 10月10日：仙台・会津若松・市川・川口・静岡・呉・広島・鹿児島・福岡（地方公演）
形式名は宝塚・東京が「住友VISAシアター 宝塚グランドロマン」、全国ツアーが「宝塚グランドロマン」。宝塚・東京における本公演と全国ツアーは2部38場。
第1部：君はマグノリアの花の如く
第2部：さよならは夕映えの中で
- 新人公演・配役

※下記の配役は宝塚大劇場、東京宝塚劇場共通。
- レット・バトラー：姿月あさと
- スカーレット：汐風幸
- スカーレットII：華月あや
- アシュレ：祐輝薫
- メラニー：風花舞
- ベル・ワットリング：卯城薫
- マミー：嘉月絵理

参考資料 - 脚本：菊田一夫「風と共に去りぬ」1976年宝塚初演版。訳：大久保康雄・竹内道之助「風と共に去りぬ」（三笠書房）。
| 公演日            | 公演場所               |
| 9月18日 9月19日   | 仙台市・イズミティ21   |
| 9月20日           | 会津若松市・会津風雅堂 |
| 9月22日 9月23日   | 市川市文化会館         |
| 9月24日 9月25日   | 川口総合文化センター   |
| 9月27日 9月28日   | 静岡市民文化会館       |
| 9月30日           | 呉市文化センター       |
| 10月1日 10月2日   | メルパルクホール広島   |
| 10月4日 -10月6日  | 鹿児島県文化センター   |
| 10月8日 -10月10日 | 福岡市民会館           |
| ----------------- | ---------------------- |

|               | 開演時間 （日本標準時） | スカーレットI | スカーレットII |
| ------------- | ----------------------- | ------------- | -------------- |
| 1月1日（土）  | 13:00                   | 真琴つばさ    | 麻乃佳世       |
| 1月2日（日）  | 11:00                   | 麻乃佳世      | 真琴つばさ     |
| 1月2日（日）  | 15:00                   | 真琴つばさ    | 麻乃佳世       |
| 1月3日（月）  | 11:00                   | 真琴つばさ    | 麻乃佳世       |
| 1月3日（月）  | 15:00                   | 麻乃佳世      | 真琴つばさ     |
| 1月4日（火）  | 13:00                   | 真琴つばさ    | 麻乃佳世       |
| 1月5日（水）  | 11:00                   | 麻乃佳世      | 真琴つばさ     |
| 1月5日（水）  | 15:00                   | 真琴つばさ    | 麻乃佳世       |
| 1月6日（木）  | 貸切公演                | 真琴つばさ    | 麻乃佳世       |
| 1月6日（木）  | 15:00                   | 麻乃佳世      | 真琴つばさ     |
| 1月7日（金）  | 11:00                   | 麻乃佳世      | 真琴つばさ     |
| 1月8日（土）  | 11:00                   | 真琴つばさ    | 麻乃佳世       |
| 1月8日（土）  | 15:00                   | 麻乃佳世      | 真琴つばさ     |
| 1月9日（日）  | 11:00                   | 麻乃佳世      | 真琴つばさ     |
| 1月9日（日）  | 15:00                   | 真琴つばさ    | 麻乃佳世       |
| 1月10日（月） | 13:00                   | 麻乃佳世      | 真琴つばさ     |
| 1月11日（火） | 11:00                   | 真琴つばさ    | 麻乃佳世       |
| 1月11日（火） | 15:00                   | 麻乃佳世      | 真琴つばさ     |
| 1月13日（木） | 13:00                   | 麻乃佳世      | 真琴つばさ     |
| 1月14日（金） | 13:00                   | 真琴つばさ    | 麻乃佳世       |
| 1月15日（土） | 11:00                   | 麻乃佳世      | 真琴つばさ     |
| 1月15日（土） | 15:00                   | 真琴つばさ    | 麻乃佳世       |
| 1月16日（日） | 11:00                   | 真琴つばさ    | 麻乃佳世       |
| 1月16日（日） | 15:00                   | 麻乃佳世      | 真琴つばさ     |
| 1月17日（月） | 13:00                   | 真琴つばさ    | 麻乃佳世       |
| 1月18日（火） | 13:00                   | 麻乃佳世      | 真琴つばさ     |
| 1月20日（木） | 11:00                   | 麻乃佳世      | 真琴つばさ     |
| 1月20日（木） | 15:00                   | 真琴つばさ    | 麻乃佳世       |
| 1月21日（金） | 13:00                   | 麻乃佳世      | 真琴つばさ     |
| 1月22日（土） | 貸切公演                | 麻乃佳世      | 真琴つばさ     |
| 1月22日（土） | 15:00                   | 真琴つばさ    | 麻乃佳世       |
| 1月23日（日） | 11:00                   | 真琴つばさ    | 麻乃佳世       |
| 1月23日（日） | 15:00                   | 麻乃佳世      | 真琴つばさ     |
| 1月24日（月） | 13:00                   | 真琴つばさ    | 麻乃佳世       |
| 1月25日（火） | 13:00                   | 麻乃佳世      | 真琴つばさ     |
| 1月25日（火） | 18:00                   | 真琴つばさ    | 麻乃佳世       |
| 1月27日（木） | 11:00                   | 麻乃佳世      | 真琴つばさ     |
| 1月27日（木） | 貸切公演                | 真琴つばさ    | 麻乃佳世       |
| 1月28日（金） | 13:00                   | 麻乃佳世      | 真琴つばさ     |
| 1月29日（土） | 11:00                   | 真琴つばさ    | 麻乃佳世       |
| 1月29日（土） | 貸切公演                | 麻乃佳世      | 真琴つばさ     |
| 1月30日（日） | 貸切公演                | 真琴つばさ    | 麻乃佳世       |
| 1月30日（日） | 15:00                   | 麻乃佳世      | 真琴つばさ     |
| 1月31日（月） | 13:00                   | 真琴つばさ    | 麻乃佳世       |
| 2月1日（火）  | 貸切公演                | 麻乃佳世      | 真琴つばさ     |
| 2月1日（火）  | 15:00                   | 真琴つばさ    | 麻乃佳世       |
| 2月3日（木）  | 13:00                   | 麻乃佳世      | 真琴つばさ     |
| 2月4日（金）  | 13:00                   | 真琴つばさ    | 麻乃佳世       |
| 2月5日（土）  | 11:00                   | 麻乃佳世      | 真琴つばさ     |
| 2月5日（土）  | 貸切公演                | 真琴つばさ    | 麻乃佳世       |
| 2月6日（日）  | 貸切公演                | 麻乃佳世      | 真琴つばさ     |
| 2月6日（日）  | 15:00                   | 真琴つばさ    | 麻乃佳世       |
| 2月7日（月）  | 13:00                   | 麻乃佳世      | 真琴つばさ     |

|               | 開演時間 （日本標準時） | スカーレットI | スカーレットII |
| ------------- | ----------------------- | ------------- | -------------- |
| 4月1日（金）  | 15:30                   | 真琴つばさ    | 麻乃佳世       |
| 4月2日（土）  | 貸切                    | 麻乃佳世      | 真琴つばさ     |
| 4月2日（土）  | 17:30                   | 真琴つばさ    | 麻乃佳世       |
| 4月3日（日）  | 11:00                   | 真琴つばさ    | 麻乃佳世       |
| 4月3日（日）  | 15:30                   | 麻乃佳世      | 真琴つばさ     |
| 4月4日（月）  | 13:00                   | 麻乃佳世      | 真琴つばさ     |
| 4月5日（火）  | 13:00                   | 真琴つばさ    | 麻乃佳世       |
| 4月5日（火）  | 17:30                   | 麻乃佳世      | 真琴つばさ     |
| 4月6日（水）  | 13:00                   | 麻乃佳世      | 真琴つばさ     |
| 4月6日（水）  | 17:30                   | 真琴つばさ    | 麻乃佳世       |
| 4月7日（木）  | 13:00                   | 真琴つばさ    | 麻乃佳世       |
| 4月7日（木）  | 17:30                   | 麻乃佳世      | 真琴つばさ     |
| 4月8日（金）  | 13:00                   | 真琴つばさ    | 麻乃佳世       |
| 4月9日（土）  | 13:00                   | 麻乃佳世      | 真琴つばさ     |
| 4月9日（土）  | 17:30                   | 真琴つばさ    | 麻乃佳世       |
| 4月10日（日） | 11:00                   | 真琴つばさ    | 麻乃佳世       |
| 4月10日（日） | 15:30                   | 麻乃佳世      | 真琴つばさ     |
| 4月11日（月） | 13:00                   | 真琴つばさ    | 麻乃佳世       |
| 4月12日（火） | 13:00                   | 麻乃佳世      | 真琴つばさ     |
| 4月13日（水） | 13:00                   | 真琴つばさ    | 麻乃佳世       |
| 4月13日（水） | 17:30                   | 麻乃佳世      | 真琴つばさ     |
| 4月14日（木） | 13:00                   | 麻乃佳世      | 真琴つばさ     |
| 4月14日（木） | 17:30                   | 真琴つばさ    | 麻乃佳世       |
| 4月16日（土） | 貸切                    | 真琴つばさ    | 麻乃佳世       |
| 4月16日（土） | 17:30                   | 麻乃佳世      | 真琴つばさ     |
| 4月17日（日） | 11:00                   | 麻乃佳世      | 真琴つばさ     |
| 4月17日（日） | 15:30                   | 真琴つばさ    | 麻乃佳世       |
| 4月18日（月） | 13:00                   | 麻乃佳世      | 真琴つばさ     |
| 4月19日（火） | 13:00                   | 真琴つばさ    | 麻乃佳世       |
| 4月19日（火） | 17:30                   | 麻乃佳世      | 真琴つばさ     |
| 4月20日（水） | 貸切                    | 麻乃佳世      | 真琴つばさ     |
| 4月20日（水） | 17:30                   | 真琴つばさ    | 麻乃佳世       |
| 4月21日（木） | 貸切                    | 真琴つばさ    | 麻乃佳世       |
| 4月21日（木） | 17:30                   | 麻乃佳世      | 真琴つばさ     |
| 4月22日（金） | 17:30                   | 麻乃佳世      | 真琴つばさ     |
| 4月23日（土） | 貸切                    | 真琴つばさ    | 麻乃佳世       |
| 4月23日（土） | 17:30                   | 麻乃佳世      | 真琴つばさ     |
| 4月24日（日） | 11:00                   | 麻乃佳世      | 真琴つばさ     |
| 4月24日（日） | 15:30                   | 真琴つばさ    | 麻乃佳世       |
| 4月25日（月） | 13:00                   | 真琴つばさ    | 麻乃佳世       |
| 4月26日（火） | 13:00                   | 麻乃佳世      | 真琴つばさ     |
| 4月26日（火） | 17:30                   | 真琴つばさ    | 麻乃佳世       |
| 4月27日（水） | 11:00                   | 真琴つばさ    | 麻乃佳世       |
| 4月27日（水） | 15:30                   | 麻乃佳世      | 真琴つばさ     |

1994年・雪組（スカーレット編）
5月13日 - 6月20日（新人公演：5月31日）：宝塚大劇場、8月2日 - 29日（新人公演：8月16日）：東京宝塚劇場
形式名は「VISAジャパンシアター 宝塚グランドロマン」。2部35場。
第1部：真紅に燃えて
第2部：明日になれば
特別出演（専科） - 葉山三千子、矢代鴻、星原美沙緒
休演者 - ロンドン公演出演者（香寿たつき、五峰亜季、毬丘智美、有未れお、和央ようか、美穂圭子、宝樹彩、欧波翼、翠花果、有沙美帆）、純名里沙
- 新人公演・配役

※下記の配役は宝塚・東京共通。宝塚は第1部のみ。
- スカーレット：花總まり
- レット・バトラー：高倉京
- アシュレ：楓沙樹
- チャールズ：貴城けい
- メラニー：麻世さくら
- マミー：真樹めぐみ
- フランク・ケネディ：安蘭けい

参考資料 - 脚本：菊田一夫「風と共に去りぬ」1976年宝塚初演版。訳：大久保康雄・竹内道之助「風と共に去りぬ」（三笠書房）。
|                   | レット・バトラー | チャールズ・ハミルトン |
| ----------------- | ---------------- | ---------------------- |
| 5月13日 - 5月22日 | 麻路さき（星組） | 轟悠                   |
| 5月23日 - 5月31日 | 久世星佳（月組） | 轟悠                   |
| 6月2日 - 6月9日   | 真矢みき（花組） | 轟悠                   |
| 6月10日 - 6月20日 | 轟悠             | 高倉京                 |

|                                    | レット・バトラー | アシュレ・ウィルクス | チャールズ・ハミルトン |
| ---------------------------------- | ---------------- | -------------------- | ---------------------- |
| 8月2日 - 8月8日 8月16日 - 8月23日  | 轟悠             | 高嶺ふぶき           | 高倉京                 |
| 8月9日 - 8月15日 8月24日 - 8月29日 | 高嶺ふぶき       | 轟悠                 | 高倉京                 |

1997年・花組
4月12日 - 5月6日：全国ツアー
形式名は「宝塚グランドロマン」。
第1部：君はマグノリアの花の如く
第2部：さよならは夕映えの中で
| 公演日          | 公演場所           |
| 4月12日 4月13日 | 守山市民ホール     |
| 4月15日 4月16日 | アクトシティ浜松   |
| 4月17日         | 富士市文化会館     |
| 4月19日         | 長野県松本文化会館 |
| 4月20日         | 長野県県民会館     |
| 4月22日 4月23日 | 仙台・イズミティ21 |
| 4月25日         | 府中の森芸術劇場   |
| 4月26日 4月27日 | 市川市文化会館     |
| 4月29日 4月30日 | 広島郵便貯金会館   |
| 5月2日 -5月6日  | 福岡市民会館       |
| --------------- | ------------------ |

1998年・雪組
5月30日 - 6月21日：全国ツアー
形式名は「宝塚グランドロマン」。
第1部：君はマグノリアの花の如く
第2部：さよならは夕映えの中で
| 公演日           | 公演場所                 |
| 5月30日 5月31日  | 札幌・北海道厚生年金会館 |
| 6月2日           | 青森市文化会館           |
| 6月3日           | 岩手県民会館             |
| 6月5日           | 名取市文化会館           |
| 6月6日 6月7日    | 仙台・イズミティ21       |
| 6月9日 6月10日   | よこすか芸術劇場         |
| 6月12日 -6月14日 | 市川市文化会館           |
| 6月15日          | 川口総合文化センター     |
| 6月17日 6月18日  | 広島郵便貯金会館         |
| 6月20日 6月21日  | 九州厚生年金会館         |
| ---------------- | ------------------------ |

### 2000年代
2001年・星組
6月9日 - 7月1日：全国ツアー
形式名は「宝塚グランドロマン」。2部24場。
第1部：君はマグノリアの花の如く
第2部：さよならは夕映えの中で
| 公演日          | 公演場所             |
| 6月9日          | 三重文化会館         |
| 6月10日         | 四日市市文化会館     |
| 6月12日 6月13日 | 神奈川県立県民ホール |
| 6月15日         | 宇都宮市文化会館     |
| 6月16日 6月17日 | 仙台・イズミティ21   |
| 6月19日         | 福島県文化センター   |
| 6月20日         | 会津風雅堂           |
| 6月22日 6月23日 | 新潟県民会館         |
| 6月24日         | 長岡市立劇場         |
| 6月26日         | 上越文化会館         |
| 6月28日         | フェニックス・プラザ |
| 6月30日 7月1日  | 富山市芸術文化ホール |
| --------------- | -------------------- |

2002年・合同
4月6日 - 4月29日：日生劇場
宝塚歌劇団88周年記念として、轟悠・湖月わたる・檀れい他専科メンバーと雪組（前半・ - 16日）・花組（後半・18日 - ）の選抜メンバーにより公演。
形式名は「宝塚歌劇88周年記念特別公演 宝塚グランドロマン」。2部43場。
第1部：君はマグノリアの花の如く
第2部：さよならは夕映えの中で
内容はバトラー編・スカーレット編から抜粋した総集編で、フィナーレのショーは無し。
2004年・宙組
10月16日 - 11月7日：横浜・君津・浜松・倉敷・高松・須崎・高知・山口・北九州・佐世保・佐賀・福岡（全国ツアー）

### 2010年代
2013年・宙組
9月27日 - 11月4日（新人公演：10月22日）：宝塚大劇場、11月22日 - 12月23日（新人公演：12月5日）：東京宝塚劇場
- 新人公演・配役

※下記の配役は宝塚・東京共通。
- レット・バトラー：蒼羽りく
- スカーレット・オハラ：花乃まりあ
- アシュレ・ウィルクス：桜木みなと
- メラニー・ハミルトン：伶美うらら
- マミー：瀬音リサ
- ミード博士：美月悠
- ミード夫人：愛白もあ
- ピティパット：真みや涼子
- メリーウェザー夫人：結乃かなり
- ベル・ワットリング：愛月ひかる
- ジョージ：星月梨旺
- スカーレットII：彩花まり
- ルネ：和希そら
- リンダ：花咲あいり
- エルシング夫人：風馬翔
- 司会者：夢月せら、潤奈すばる
- ワイティング夫人：星吹彩翔
- スタンレー：実羚淳
- プリシー：瀬戸花まり
- ファニー：小春乃さよ
- ウィリー：留依蒔世
- ピーター：穂稀せり
- チャーリー：瑠風輝
- フィル：秋音光
- 夫人：里咲しぐれ
- マリリン：桜音れい
- ベティ：華雪りら
- 夫人：花菱りず
- メイベル：遥羽らら
- 令嬢：夢涼りあん、愛咲まりあ、咲花莉帆、涼華まや、美桜エリナ
- 青年：春瀬央季、朝央れん、七生眞希、留美絢、貴姿りょう、水香依千

| | スカーレットI | アシュレ   | ルネ       | スカーレットII | メイベル   |
| --- | ------------- | ---------- | ---------- | -------------- | ---------- |
| 9月27日 - 10月11日（宝塚） 10月28日 - 11月4日（宝塚） 11月22日 - 11月29日（東京） 12月12日 - 12月23日（東京） | 朝夏まなと    | 悠未ひろ   | 七海ひろき | 純矢ちとせ     | 伶美うらら |
| 10月12日 - 10月27日（宝塚） 11月30日 - 12月11日（東京）                                                       | 七海ひろき    | 朝夏まなと | 悠未ひろ   | 伶美うらら     | 純矢ちとせ |

2014年・月組
1月11日 - 1月27日：梅田芸術劇場
宝塚歌劇団100周年記念として、轟悠と月組選抜メンバーによる公演。
2002年版（総集編）の実質的な再演。
※改訂：1994年スカーレット編以来、19年ぶりに男役トップスター（龍）がスカーレットを演じることもあって、1994年版同様に、開幕場面でスカーレットが『ファニー・レディー』を歌うなどの改訂が加えられた。
※新曲等：『水色の愛』『そよ風の青春』『真紅に燃えて』など初演のバトラー編やスカーレット編で使用された曲が再び使用された。フィナーレでバトラーとスカーレットによる新作デュエット曲「ねえ、君」も追加されている。
2014年・星組
11月14日 - 12月7日：全国ツアー
2番手男役の紅ゆずるが主演を務める。
梅田芸術劇場メインホールの11月16日12時公演で、観客動員数が300万人を突破。
| 公演日         | 公演場所                                              |
| 11月14日（金)  | 梅田芸術劇場・メインホール （大阪府）                 |
| 11月15日（土） | 梅田芸術劇場・メインホール （大阪府）                 |
| 11月16日（日） | 梅田芸術劇場・メインホール （大阪府）                 |
| 11月19日（水） | 前橋市民文化会館                                      |
| 11月20日（木） | 上田市交流文化芸術センター（長野県）                  |
| 11月22日（土） | 神奈川県民ホール                                      |
| 11月23日（日） | 神奈川県民ホール                                      |
| 11月24日（月） | オリンパスホール八王子（東京都）                      |
| 11月26日（水） | フェニックス・プラザ（福井県）                        |
| 11月28日（金） | 広島文化学園HBGホール（広島県）                       |
| 11月29日（土） | 倉敷市民会館（岡山県）                                |
| 11月30日（日） | アルファあなぶきホール(香川県民ホール)                |
| 12月2日（火）  | 島根県民会館                                          |
| 12月4日（木）  | 市民会館崇城大学ホール(熊本市民会館) （熊本県）       |
| 12月6日（土）  | 福岡市民会館（福岡県）                                |
| 12月7日（日）  | 北九州ソレイユホール(旧・九州厚生年金会館) （福岡県） |
| -------------- | ----------------------------------------------------- |

2015年・月組
2月7日 - 3月2日：中日劇場
前年の梅田芸術劇場公演に引き続き、轟悠と月組選抜メンバーによる公演。

## 配役一覧
太字がトップスター（＝主演）。不明点は空白とする。
|                           | 1977年月組        | 1977年月組 | 1977年星組 | 1977年星組 | 1978年雪組 | 1978年雪組 |
| ------------------------- | ----------------- | ---------- | ---------- | ---------- | ---------- | ---------- |
| レット・バトラー          | 榛名由梨          | 榛名由梨   | 鳳蘭       | 鳳蘭       | 麻実れい   | 麻実れい   |
| スカーレットI             | 順みつき          | 順みつき   | 遥くらら   | 遥くらら   | 汀夏子     | 汀夏子     |
| スカーレットII            | 北原千琴          | 北原千琴   | 玉梓真紀   | 玉梓真紀   | -          | -          |
| アシュレ                  | 瀬戸内美八        | 瀬戸内美八 | 但馬久美   | 但馬久美   | 常花代     | 常花代     |
| メラニー                  | 小松美保          | 小松美保   | 奈緒ひろき | 奈緒ひろき | 城月美穂   | 城月美穂   |
| ベル・ ワットリング       | 舞小雪            | 舞小雪     | 衣通月子   | 衣通月子   | 千花さち代 | 千花さち代 |
| スエレン                  | -                 | -          | -          | -          | 東千晃     | 東千晃     |
| フランク                  | -                 | -          | -          | -          | 尚すみれ   | 尚すみれ   |
| ピティパット              | 深山しのぶ        | 深山しのぶ | 美吉佐久子 | 美吉佐久子 | 睦千賀     | 睦千賀     |
| プリシー                  | 葉山三千子        | 葉山三千子 | 朝みち子   | 朝みち子   | 瀬戸千尋   | 瀬戸千尋   |
| マミー                    | 水穂葉子          | 水穂葉子   | 水穂葉子   | 水穂葉子   | 水穂葉子   | 水穂葉子   |
| ミード博士                | 大路三千緒        | 大路三千緒 | 清川はやみ | 清川はやみ | 清川はやみ | 清川はやみ |
| ミード夫人                | 水代玉藻          | 水代玉藻   | 淡路通子   | 淡路通子   | 神代錦     | 神代錦     |
| エルシング夫人            | 沖ゆき子 ／水乃亮 |            | 沖ゆき子   |            | 岸香織     |            |
| メリーウェザー夫人        | 藤城潤            |            | 瑠璃豊美   |            | 瑠璃豊美   |            |
| ファニー・ エルシング     | 久美かおる        |            | 紫城いずみ |            | 加奈霞     |            |
| メイベル・ メリーウェザー | 潮はるか          |            | 月城千晴   |            | 高ひづる   |            |
| フィル・ ミード           | 世れんか          |            | 桐生のぼる |            | -          |            |
| ルネ・ ピカール           | 江夏淳            |            | 峰さを理   |            | -          |            |
| 脚本・演出 （スタッフ）   | 植田紳爾          | 植田紳爾   | 植田紳爾   | 植田紳爾   | 植田紳爾   | 植田紳爾   |
| 演出 （スタッフ）         | -                 | -          | -          | -          | 阿古健     | 阿古健     |
| 劇場                      | 宝塚              | 東京       | 宝塚       | 東京       | 宝塚       | 東京       |

|                          | 1978年星組 | 1978年月組   | 1978年花組             | 1978年花組             | 1978年花組 | 1978年月組   | 1978年月組   |
| ------------------------ | ---------- | ------------ | ---------------------- | ---------------------- | ---------- | ------------ | ------------ |
| レット・バトラー         | 鳳蘭       | 榛名由梨     | 麻月鞠緒 榛名由梨 鳳蘭 | 麻月鞠緒 榛名由梨 鳳蘭 | 麻月鞠緒   | 榛名由梨     | 榛名由梨     |
| スカーレットI            | 遥くらら   | 順みつき     | 安奈淳                 | 安奈淳                 | 安奈淳     | 順みつき     | 舞小雪       |
| スカーレットII           | 玉梓真紀   | 潮はるか     | -                      | -                      | -          | 潮はるか     | 世れんか     |
| アシュレ                 | 但馬久美   | 瀬戸内美八   | 松あきら               | 松あきら               | 松あきら   | 瀬戸内美八   | 瀬戸内美八   |
| メラニー                 | 月城千晴   | 小松美保     | 上原まり               | 上原まり               | 上原まり   | 小松美保     | 小松美保     |
| ベル・ワットリング       | 山奈由佳   | 舞小雪       | 汐見里佳               | 汐見里佳               | 汐見里佳   | 舞小雪       | 条はるき     |
| スエレン                 | -          | -            | 北原千琴               | 北原千琴               | 北原千琴   | -            | -            |
| フランク                 | -          | -            | みさとけい             | みさとけい             | みさとけい | -            | -            |
| ピティパット             | -          | 水の瀬あきら | 深山しのぶ             | 深山しのぶ             | 鈴鹿照子   | 水の瀬あきら | 水の瀬あきら |
| プリシー                 | 美珠千代   | 明知希帆     | 鈴鹿照子               | 鈴鹿照子               |            | 純川暁美     | 純川暁美     |
| マミー                   | 洋ゆり     | 葉山三千子   | 水穂葉子               | 水穂葉子               | 藤園さとみ | 葉山三千子   | 葉山三千子   |
| ミード博士               | 立ともみ   | 美穂真咲     | 美吉左久子             | 美吉左久子             | 小柳日鶴   | 汝鳥伶       | 汝鳥伶       |
| ミード夫人               | 淡路通子   | 水代玉藻     | 瑠璃豊美               | 瑠璃豊美               | 恵さかえ   | 水代玉藻     | 水代玉藻     |
| エルシング夫人           |            |              | 藤園さとみ             | 藤園さとみ             |            |              |              |
| メリーウェザー夫人       |            |              | 恵さかえ               | 恵さかえ               |            |              |              |
| ファニー・エルシング     |            |              | 美野真奈               | 美野真奈               |            |              |              |
| メイベル・メリーウェザー |            |              | 島ゆり                 |                        |            |              |              |
| フィル・ミード           |            |              | -                      | -                      | -          |              |              |
| ルネ・ピカール           |            |              | -                      | -                      | -          |              |              |
| 脚本・演出（スタッフ）   | 植田紳爾   | 植田紳爾     | 植田紳爾               | 植田紳爾               | 植田紳爾   | 植田紳爾     | 植田紳爾     |
| 演出（スタッフ）         | 阿古健     | 阿古健       | 阿古健                 | 阿古健                 | 阿古健     | 阿古健       | 阿古健       |
| 劇場                     | 地方       | 中日         | 宝塚                   | 東京                   | 福岡・小倉 | 地方（夏）   | 地方（秋）   |

|                          | 1984年雪組 | 1984年雪組 | 1988年雪組        | 1988年雪組        |
| ------------------------ | ---------- | ---------- | ----------------- | ----------------- |
| レット・バトラー         | 麻実れい   | 麻実れい   | 平みち 杜けあき   | 平みち 杜けあき   |
| スカーレットI            | 遥くらら   | 遥くらら   | 神奈美帆 一路真輝 | 神奈美帆 一路真輝 |
| スカーレットII           | 草笛雅子   | 草笛雅子   | 一路真輝 神奈美帆 | 一路真輝 神奈美帆 |
| アシュレ                 | 平みち     | 平みち     | 杜けあき 平みち   | 杜けあき 平みち   |
| メラニー                 | 鳩笛真希   | 鳩笛真希   | 仁科有理          | 仁科有理          |
| ベル・ワットリング       | 矢代鴻     | 矢代鴻     | 北斗ひかる        | 北斗ひかる        |
| スエレン                 | -          | -          | -                 | -                 |
| フランク                 | -          | -          | -                 | -                 |
| ピティパット             | 深山しのぶ | 深山しのぶ | 深山しのぶ        | 深山しのぶ        |
| プリシー                 | 毬谷友子   | 毬谷友子   | 小乙女幸          | 小乙女幸          |
| マミー                   | 木花咲耶   | 木花咲耶   | 木花咲耶          | 木花咲耶          |
| ミード博士               | 沙羅けい   | 沙羅けい   | 小柳日鶴          | 小柳日鶴          |
| ミード夫人               | 銀あけみ   | 銀あけみ   | 銀あけみ          | 銀あけみ          |
| エルシング夫人           | 尚すみれ   | 尚すみれ   | 真咲佳子          |                   |
| メリウェザー夫人         | 晃みやび   | 晃みやび   | 箙かおる          |                   |
| ファニー・エルシング     | 立原かえ   |            | 早原みゆ紀        | 早原みゆ紀        |
| メイベル・メリーウェザー | 美風りざ   | 美風りざ   | 紫とも            | 紫とも            |
| フィル・ミード           | 光木裕     |            | 慶一花            |                   |
| ルネ・ピカール           | 北斗ひかる | 北斗ひかる | 奈々央とも        | 奈々央とも        |
| ワイティング夫人         | 青樹りょう | 青樹りょう |                   |                   |
| チャーリー               | 杜けあき   | 杜けあき   |                   |                   |
| ピーター                 | 加茂千条   | 加茂千条   | 文月玲            | 文月玲            |
| 脚本・演出（スタッフ）   | 植田紳爾   | 植田紳爾   | 植田紳爾          | 植田紳爾          |
| 演出（スタッフ）         | 阿古健     | 阿古健     | -                 | -                 |
| 劇場                     | 宝塚       | 東京       | 宝塚              | 東京              |

|                         | 1994年月組          | 1994年月組 | 1994年雪組                      | 1994年雪組      | 1997年花組 | 1998年雪組 |
| ----------------------- | ------------------- | ---------- | ------------------------------- | --------------- | ---------- | ---------- |
| レット・ バトラー       | 天海祐希            | 天海祐希   | 麻路さき 久世星佳 真矢みき 轟悠 | 轟悠 高嶺ふぶき | 真矢みき   | 轟悠       |
| スカーレットI           | 麻乃佳世 真琴つばさ | 麻乃佳世   | 一路真輝                        | 一路真輝        | 愛華みれ   | 香寿たつき |
| スカーレットII          | 真琴つばさ 麻乃佳世 | 汐風幸     | -                               | -               | 千ほさち   | 月影瞳     |
| アシュレ                | 久世星佳            | 真琴つばさ | 高嶺ふぶき                      | 高嶺ふぶき 轟悠 | 香寿たつき | 安蘭けい   |
| メラニー                | 舞希彩              | 夏妃真美   | 早原みゆ紀                      | 早原みゆ紀      | 渚あき     | 檀れい     |
| ベル・ ワットリング     | 若央りさ            | 若央りさ   | 春乃若葉                        | 春乃若葉        | 詩乃優花   | 五峰亜季   |
| スエレン                | -                   | -          | 小乙女幸                        | 小乙女幸        | -          | -          |
| フランク                | -                   | -          | 楓沙樹                          | 楓沙樹          | -          | -          |
| ピティパット            | 邦なつき            | 邦なつき   | 葉山三千子                      | 葉山三千子      | 双葉美樹   | 小乙女幸   |
| プリシー                | 那津乃咲            | 星野瞳     | 毬花なみ                        | 毬花なみ        | 百花沙里   | 絵麗まりな |
| マミー                  | 星原美沙緒          | 真山葉瑠   | 星原美沙緒                      | 星原美沙緒      | 星原美沙緒 | 風早優     |
| ミード 博士             | 萬あきら            | 大峯麻友   | 泉つかさ                        | 泉つかさ        | 大伴れいか | 箙かおる   |
| ミード 夫人             | 夏妃真美            | 花園ゆかり | 灯奈美                          | 灯奈美          | 町風佳奈   | 美穂圭子   |
| エルシング 夫人         | 梨花ますみ          |            | 矢代鴻                          |                 |            |            |
| メリーウェザー 夫人     | 蘭玲花              |            | 京三紗                          |                 |            |            |
| ファニー                | 朝吹南              |            |                                 |                 |            |            |
| メイベル                | 風花舞              |            |                                 |                 |            |            |
| ルネ                    | 汐風幸              |            |                                 |                 |            |            |
| ワイティング 夫人       | 真山葉瑠            |            | 亜実じゅん                      |                 |            |            |
| チャーリー              |                     |            |                                 |                 |            |            |
| ピーター                | 葵美哉              |            |                                 |                 |            |            |
| チャールズ・ ハミルトン |                     |            | 轟悠 高倉京                     | 高倉京          |            |            |
| ジェラルド・ オハラ     |                     |            | 古代みず希                      |                 |            |            |
| ウィリー                | 姿月あさと          |            |                                 |                 |            |            |
| キャリーン・ オハラ     |                     |            | 花總まり                        |                 |            |            |
| フィル                  | 高千穂舞            |            |                                 |                 |            |            |
| 脚本・演出 （スタッフ） | 植田紳爾            | 植田紳爾   | 植田紳爾                        | 植田紳爾        | 植田紳爾   | 植田紳爾   |
| 演出 （スタッフ）       | 谷正純              | 谷正純     | 谷正純                          | 谷正純          | 谷正純     | 谷正純     |
| 劇場                    | 宝・東              | 地方       | 宝塚                            | 東京            | 全国       | 全国       |

| レット・バトラー       | 稔幸       | 轟悠       | 轟悠       | 和央ようか |          |          |          |          |          |          |          |          |
| スカーレットI          | 星奈優里   | 朝海ひかる | 瀬奈じゅん | 花總まり   |          |          |          |          |          |          |          |          |
| スカーレットII         | 朝澄けい   | 白羽ゆり   | 遠野あすか | 初嶺麿代   |          |          |          |          |          |          |          |          |
| アシュレ               | 安蘭けい   | 湖月わたる | 湖月わたる | 初風緑     |          |          |          |          |          |          |          |          |
| メラニー               | 朋舞花     | 檀れい     | 檀れい     | 美羽あさひ |          |          |          |          |          |          |          |          |
| ベル・ワットリング     | 秋園美緒   | 未来優希   | 真丘奈央   | 芽映はるか |          |          |          |          |          |          |          |          |
| スエレン               | -          | 愛耀子     | 沢樹くるみ | -          |          |          |          |          |          |          |          |          |
| フランク               | -          | 立樹遥     | 彩吹真央   | -          |          |          |          |          |          |          |          |          |
| ピティパット           | 毬丘智美   | 一原けい   | 一原けい   | 鈴奈沙也   |          |          |          |          |          |          |          |          |
| プリシー               | 彩愛ひかる | 夢園麻衣   | 桜一花     | 綾花ちか   |          |          |          |          |          |          |          |          |
| マミー                 | 英真なおき | 星原美沙緒 | 星原美沙緒 | 出雲綾     |          |          |          |          |          |          |          |          |
| ミード博士             | にしき愛   | 未沙のえる | 未沙のえる | 寿つかさ   |          |          |          |          |          |          |          |          |
| ミード夫人             | 万里柚美   | 高ひづる   | 高ひづる   | 貴柳みどり |          |          |          |          |          |          |          |          |
| エルシング夫人         |            | 京三紗     | 京三紗     | 風莉じん   |          |          |          |          |          |          |          |          |
| メリウェザー夫人       |            | 邦なつき   | 邦なつき   | 毬穂えりな |          |          |          |          |          |          |          |          |
| ファニー               |            | 晴華みどり | 華城季帆   | 花影アリス |          |          |          |          |          |          |          |          |
| メイベル               |            | 山科愛     | 彩風蘭     | 音乃いづみ |          |          |          |          |          |          |          |          |
| ルネ                   |            | 壮一帆     | 蘭寿とむ   | 悠未ひろ   |          |          |          |          |          |          |          |          |
| チャーリー             |            | 天勢いづる | 愛音羽麗   | 和涼華     |          |          |          |          |          |          |          |          |
| チャールズ・ハミルトン |            | 美郷真也   | 眉月凰     |            |          |          |          |          |          |          |          |          |
| ジェラルド・オハラ     |            | 汝鳥伶     | 汝鳥伶     |            |          |          |          |          |          |          |          |          |
| ワイティング夫人       |            | 一樹千尋   | 一樹千尋   |            |          |          |          |          |          |          |          |          |
| 脚本・演出（スタッフ） | 植田紳爾   | 植田紳爾   | 植田紳爾   | 植田紳爾   | 植田紳爾 | 植田紳爾 | 植田紳爾 | 植田紳爾 | 植田紳爾 | 植田紳爾 | 植田紳爾 | 植田紳爾 |
| 演出（スタッフ）       | 谷正純     | 谷正純     | 谷正純     | 谷正純     | 谷正純   | 谷正純   | 谷正純   | 谷正純   | 谷正純   | 谷正純   | 谷正純   | 谷正純   |
| 劇場                   | 全国       | 日生（雪） | 日生（花） | 全国       |          |          |          |          |          |          |          |          |

| レット・バトラー       | 凰稀かなめ            | 轟悠       | 紅ゆずる   | 轟悠       |          |          |          |          |          |          |          |          |
| スカーレットI          | 朝夏まなと 七海ひろき | 龍真咲     | 礼真琴     | 龍真咲     |          |          |          |          |          |          |          |          |
| スカーレットII         | 純矢ちとせ 伶美うらら | 凪七瑠海   | 夢妃杏瑠   | 凪七瑠海   |          |          |          |          |          |          |          |          |
| アシュレ               | 悠未ひろ 朝夏まなと   | 沙央くらま | 華形ひかる | 華形ひかる |          |          |          |          |          |          |          |          |
| メラニー               | 実咲凜音              | 愛希れいか | 音波みのり | 愛希れいか |          |          |          |          |          |          |          |          |
| ベル・ワットリング     | 緒月遠麻              | 光月るう   | 天寿光希   | 美弥るりか |          |          |          |          |          |          |          |          |
| スエレン               | -                     | 花陽みら   | -          | 花陽みら   |          |          |          |          |          |          |          |          |
| フランク               | -                     | 煌月爽矢   | -          | 煌月爽矢   |          |          |          |          |          |          |          |          |
| ピティパット           | 美風舞良              | 憧花ゆりの | 毬乃ゆい   | 憧花ゆりの |          |          |          |          |          |          |          |          |
| プリシー               | 綾瀬あきな            | 姫咲美礼   | 紫りら     | 姫咲美礼   |          |          |          |          |          |          |          |          |
| マミー                 | 汝鳥伶                | 汝鳥伶     | 美城れん   | 美城れん   |          |          |          |          |          |          |          |          |
| ミード博士             | 寿つかさ              | 星条海斗   | 美稀千種   | 星条海斗   |          |          |          |          |          |          |          |          |
| ミード夫人             | 鈴奈沙也              | 萌花ゆりあ | 万里柚美   | 萌花ゆりあ |          |          |          |          |          |          |          |          |
| エルシング夫人         | 風羽玲亜              | 綾月せり   | 毬愛まゆ   | 綾月せり   |          |          |          |          |          |          |          |          |
| メリウェザー夫人       | 大海亜呼              | 美翔かずき | 珠華ゆふ   | 夏月都     |          |          |          |          |          |          |          |          |
| ファニー               | すみれ乃麗            | 風凛水花   | 白鳥ゆりや | 風凛水花   |          |          |          |          |          |          |          |          |
| メイベル               | 純矢ちとせ 伶美うらら | 真愛涼歌   | 妃白ゆあ   | 海乃美月   |          |          |          |          |          |          |          |          |
| ルネ                   | 悠未ひろ 七海ひろき   | 響れおな   | 如月蓮     | 響れおな   |          |          |          |          |          |          |          |          |
| ワイティング夫人       | 天玲美音              | 輝城みつる | 大輝真琴   | 煌海ルイセ |          |          |          |          |          |          |          |          |
| チャーリー             | 愛月ひかる            | 春海ゆう   | 紫藤りゅう | 暁千星     |          |          |          |          |          |          |          |          |
| チャールズ・ハミルトン | -                     | 紫門ゆりや |            | 紫門ゆりや |          |          |          |          |          |          |          |          |
| ジェラルド・オハラ     | -                     | 飛鳥裕     |            | 綾月せり   |          |          |          |          |          |          |          |          |
| ワイティング夫人       | -                     |            |            |            |          |          |          |          |          |          |          |          |
| 脚本・演出（スタッフ） | 植田紳爾              | 植田紳爾   | 植田紳爾   | 植田紳爾   | 植田紳爾 | 植田紳爾 | 植田紳爾 | 植田紳爾 | 植田紳爾 | 植田紳爾 | 植田紳爾 | 植田紳爾 |
| 演出（スタッフ）       | 谷正純                | 谷正純     | 谷正純     | 谷正純     | 谷正純   | 谷正純   | 谷正純   | 谷正純   | 谷正純   | 谷正純   | 谷正純   | 谷正純   |
| 劇場                   | 宝・東                | 梅芸       | 全国       | 中日       |          |          |          |          |          |          |          |          |

## エピソード
初演当時、それまで宝塚歌劇では、老人役など脇役がヒゲを付けることはあっても、二枚目男役スターがヒゲを付けることは無かった。しかし本作では、男役トップスター榛名由梨が演じるレット・バトラーについて、原作に口髭の描写があることや、原作への準拠を薦めた脚本の植田の提案などから、舞台でも慣例を破って、ヒゲをつけて演じることに決まった。当初はファンに配慮し、一幕目はヒゲつき・二幕目はヒゲ無にしたが、かえって不自然なため両幕とも付けることにした。。宝塚大劇場公演が好評のうちに終わり、東京公演を迎えると、“ヒゲが箱根を越えるか”と再び話題になったが、東京公演でもヒゲつきで上演、ヒットを飾り、以来、宝塚では男役スターの付けヒゲに抵抗が無くなった。
「バトラー編」「スカーレット編」の通称は、公演ごとの内容の違いや、男役トップスターがどの役を演じて主演したか、の違いに着目して、公演ごとの区別・呼び分けのためにファンが用いた通称であるため、現在に至るまで、公演題名として公式に謳われたことは一度もない。
宝塚が伝統的に男役中心ということもあり、本公演・全国ツアー公演（かつての地方公演）いずれも、「バトラー編」が圧倒的に多いため、「スカーレット編」が宝塚・東京以外で上演されたのは、1978年花組版の福岡及び小倉公演のみとなっている。
初演の際の上演契約で舞台映像について規制されていたため、初演からしばらくはヒット作ながら、テレビでの舞台実況中継は実現しなかった。1994年再演の際、初めてNHK（衛星放送）での実況中継が実現したため、この再演にあたって、少なくとも舞台映像に関する契約条項が見直され、制限が緩和されたと思われる。その後、2002年再演からは、実況DVDが発売されるようになり、以降の再演の多くはディスクでも楽しめるようになった。